# Renée Saint-Cyr
Renée Saint-Cyr (Beausoleil, 16 novembre 1904 – Neuilly-sur-Seine, 11 luglio 2004) è stata un'attrice francese.

## Filmografia parziale

### Cinema
- Le due orfanelle (Les deux orphelines), regia di Maurice Tourneur (1933)
- L'ultimo miliardario (Le dernier milliardaire), regia di René Clair (1934)
- Le perle della corona (Les perles de la couronne), regia di Christian-Jaque e Sacha Guitry (1937)
- L'ospite misterioso (Strange Boarders), regia di Herbert Mason (1938)
- Rose scarlatte, regia di Giuseppe Amato e Vittorio De Sica (1940)
- Delirio d'amore (La symphonie fantastique), regia di Christian-Jaque (1942)
- Marie-Martine, regia di Albert Valentin (1943)
- Il cavaliere di Maison Rouge, regia di Vittorio Cottafavi (1954)
- Si Paris nous était conté, regia di Sacha Guitry (1956)
- La Fayette - Una spada per due bandiere (La Fayette), regia di Jean Dréville (1962)
- L'ispettore spara a vista (Le monocle rit jaune), regia di Georges Lautner (1964)
- La signora non si deve uccidere (Fleur d'oseille), regia di Georges Lautner (1967)
- I segreti delle amanti svedesi (Jeunes filles bien... pour tous rapports), regia di Norbert Terry (1968)
- Il grande bordello (Quelques messieurs trop tranquilles), regia di Georges Lautner (1973)
- Amore alla francese (Vous intéressez-vous à la chose?), regia di Jacques Baratier (1974)
- Non c'è problema! (Pas de problème!), regia di Georges Lautner (1975)
- Infedelmente tua (On aura tout vu!), regia di Georges Lautner (1976)
- Ils sont fous ces sorciers, regia di Georges Lautner (1978)
- Le sembra ragionevole? (Est-ce bien raisonnable?), regia di Georges Lautner (1981)
- Attention une femme peut en cacher une autre!, regia di Georges Lautner (1983)
- Sup de fric, regia di Christian Gion (1992)

### Televisione
- Palace - serie TV, 6 episodi (1988-1989)